# Castelo Dean

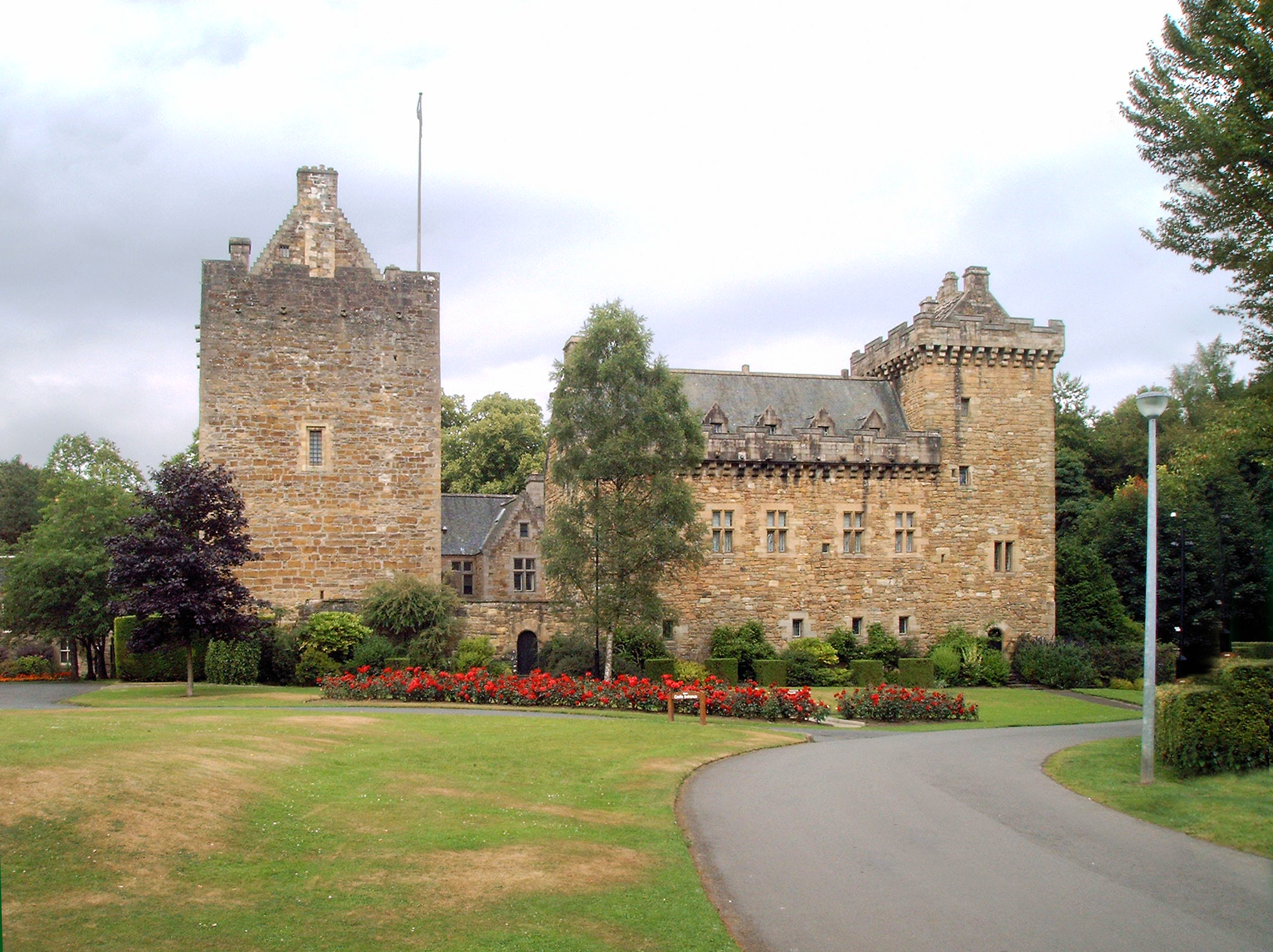
Castelo Dean, Escócia.

O Castelo Dean (em língua inglesa Dean Castle) é um castelo localizado em Kilmarnock, East Ayrshire, Escócia.
Encontra-se classificado na categoria "C" do "listed building" desde 1 de agosto de 2002.